# Царь Эдип (опера Стравинского)
«Царь Эдип» (лат. Oedipus rex) — опера-оратория в двух актах, шести картинах Игоря Стравинского по либретто Жана Кокто.

## История
Премьера состоялась 30 мая 1927 года на сцене Театра де ла Вилль в концертном исполнении, затем поставлена на сцене Венской государственной оперы 23 февраля 1928 года.
Либретто Жана Кокто было переведено на латынь аббатом Жаном Даниэлу. Произведение может исполняться либо в концертном виде (как оратория), либо на театральной сцене (как опера), причём рассказчик может говорить на языке той страны, где исполняется произведение.

## Действующие лица
- Эдип, царь Фив (тенор)
- Иокаста, его жена и мать (меццо-сопрано)
- Креонт, брат Иокасты (бас-баритон)
- Тиресий, прорицатель (бас)
- пастух (тенор)
- вестник (бас-баритон)
- рассказчик
- народ (мужской хор)

## Место действия
Действие происходит в городе Фивы (Древняя Греция).

## Структура

### Акт I
Население Фив страдает от поразившей город чумы. Жители умоляют царя Эдипа помочь им. Креонт объявляет, что Дельфийский оракул заявил, что убийца предыдущего царя находится в городе, и его надо найти. Прорицатель Тиресий говорит, что Эдип и есть тот самый убийца. Эдип полагает, что они хотят низвергнуть его с трона.

### Акт II
Иокаста напоминает, что Лай, предшествующий царь, был убит разбойниками на перекрёстке дорог. Поражённый Эдип вспоминает, что он убил незнакомца на том же месте. Посланник и пастух сообщают Эдипу о смерти царя Полиба и о том, что он был приёмным отцом Эдипа, а сам Эдип был младенцем найден в горах. Иокаста в ужасе убегает, Пастух и посланник обвиняют Эдипа в отцеубийстве и в кровосмешении. Иокаста вешается, а Эдип выкалывает себе глаза.

## Избранная дискография
Примечание. Для записей, отмеченных знаком *, указана дата первого релиза, в остальных случаях — дата записи.
- 1958, дир. И. Ф. Стравинский (Arkadia)
- 1962, дир. И. Ф. Стравинский (Sony/BMG)
- 1966, дир. К. Анчерл (Supraphon)
- 1969, дир. К. Аббадо (Allegro)
- 1972, дир. Л. Бернстайн (Sony Classical)
- 1977*, дир. Г. Шолти (Decca)
- 1992, дир. С. Одзава (Philips)
- 2001, дир. Р. Шайи (RCO Live)
- 2013, дир. Дж. Э. Гардинер (LSO live)